# Đại hội Thể thao Bán đảo Đông Nam Á 1963
Đại hội Thể thao Bán đảo Đông Nam Á năm 1963 bị hủy bỏ vì tình trạng không ổn định ở quốc gia đăng cai Campuchia xảy ra xung đột nội bộ và cuộc xung đột giữa Campuchia và Thái Lan về Đền Preah Vihear đã làm cho mối quan hệ của hai nước xấu đi. Về vấn đề này, đại hội đã phải hoãn lại cho đến năm 1965 khi Malaysia đồng ý tổ chức sự kiện này 2 năm sau đó tại Kuala Lumpur 1965. Trước đó, quyền tổ chức đại hội lần thứ 3 được trao cho Lào nhưng cũng bị từ chối vì lý do tài chính. 